# Bahrains Grand Prix 2017
Bahrains Grand Prix 2017, officiellt 2017 Formula 1 Gulf Air Bahrain Grand Prix, var ett Formel 1-lopp som kördes  16 april 2017 på Bahrain International Circuit i östaten Bahrain. Det var den tredje av tjugo deltävlingar ingående i Formel 1-säsongen 2017 och kördes över 57 varv.

## resultat

### Kval
| Pos.                    | Nr | Förare            | Konstruktör               | Kvaltider | Kvaltider | Kvaltider | Start- grid |
| Pos.                    | Nr | Förare            | Konstruktör               | Q1        | Q2        | Q3        | Start- grid |
| ----------------------- | -- | ----------------- | ------------------------- | --------- | --------- | --------- | ----------- |
| 1                       | 77 | Valtteri Bottas   | Mercedes                  | 1.31,041  | 1.29,555  | 1.28,769  | 1           |
| 2                       | 44 | Lewis Hamilton    | Mercedes                  | 1.30,814  | 1.29,535  | 1.28,792  | 2           |
| 3                       | 5  | Sebastian Vettel  | Ferrari                   | 1.31,037  | 1.29,596  | 1.29,247  | 3           |
| 4                       | 3  | Daniel Ricciardo  | Red Bull Racing-TAG Heuer | 1.31,667  | 1.30,497  | 1.29,545  | 4           |
| 5                       | 7  | Kimi Räikkönen    | Ferrari                   | 1.30,988  | 1.29,843  | 1.29,567  | 5           |
| 6                       | 33 | Max Verstappen    | Red Bull Racing-TAG Heuer | 1.30,904  | 1.30,307  | 1.29,687  | 6           |
| 7                       | 27 | Nico Hülkenberg   | Renault                   | 1.31,057  | 1.30,169  | 1.29,842  | 7           |
| 8                       | 19 | Felipe Massa      | Williams-Mercedes         | 1.31,373  | 1.30,677  | 1.30,074  | 8           |
| 9                       | 8  | Romain Grosjean   | Haas-Ferrari              | 1.31,691  | 1.30,857  | 1.30,763  | 9           |
| 10                      | 30 | Jolyon Palmer     | Renault                   | 1.31,458  | 1.30,899  | 1.31,074  | 10          |
| 11                      | 26 | Daniil Kvyat      | Toro Rosso-Renault        | 1.31,531  | 1.30,923  |           | 11          |
| 12                      | 18 | Lance Stroll      | Williams-Mercedes         | 1.31,748  | 1.31,168  |           | 12          |
| 13                      | 94 | Pascal Wehrlein   | Sauber-Ferrari            | 1.31,995  | 1.31,414  |           | 13          |
| 14                      | 31 | Esteban Ocon      | Force India-Mercedes      | 1.31,774  | 1.31,684  |           | 14          |
| 15                      | 14 | Fernando Alonso   | McLaren-Honda             | 1.32,054  | Ingen tid |           | 15          |
| 16                      | 55 | Carlos Sainz, Jr. | Toro Rosso-Renault        | 1.32,118  |           |           | 16          |
| 17                      | 2  | Stoffel Vandoorne | McLaren-Honda             | 1.32,313  |           |           | 17          |
| 18                      | 11 | Sergio Pérez      | Force India-Mercedes      | 1.32,318  |           |           | 18          |
| 19                      | 9  | Marcus Ericsson   | Sauber-Ferrari            | 1.32,543  |           |           | 19          |
| 20                      | 20 | Kevin Magnussen   | Haas-Ferrari              | 1.32,900  |           |           | 20          |
| 107 %-gränsen: 1.37,170 |    |                   |                           |           |           |           |             |
| Källor:                 |    |                   |                           |           |           |           |             |

### Lopp
| Pos.    | Nr | Förare            | Konstruktör               | Varv | Tid/Bröt    | Grid | Poäng |
| ------- | -- | ----------------- | ------------------------- | ---- | ----------- | ---- | ----- |
| 1       | 5  | Sebastian Vettel  | Ferrari                   | 57   | 1:33.53,374 | 3    | 25    |
| 2       | 44 | Lewis Hamilton    | Mercedes                  | 57   | +6,660      | 2    | 18    |
| 3       | 77 | Valtteri Bottas   | Mercedes                  | 57   | +20,397     | 1    | 15    |
| 4       | 7  | Kimi Räikkönen    | Ferrari                   | 57   | +22,475     | 5    | 12    |
| 5       | 3  | Daniel Ricciardo  | Red Bull Racing-TAG Heuer | 57   | +39,346     | 4    | 10    |
| 6       | 19 | Felipe Massa      | Williams-Mercedes         | 57   | +54,326     | 8    | 8     |
| 7       | 11 | Sergio Pérez      | Force India-Mercedes      | 57   | +1.02,606   | 18   | 6     |
| 8       | 8  | Romain Grosjean   | Haas-Ferrari              | 57   | +1.14,865   | 9    | 4     |
| 9       | 27 | Nico Hülkenberg   | Renault                   | 57   | +1.20,188   | 7    | 2     |
| 10      | 31 | Esteban Ocon      | Force India-Mercedes      | 57   | +1.35,711   | 14   | 1     |
| 11      | 94 | Pascal Wehrlein   | Sauber-Ferrari            | 56   | +1 varv     | 13   |       |
| 12      | 26 | Daniil Kvyat      | Toro Rosso-Renault        | 56   | +1 varv     | 11   |       |
| 13      | 30 | Jolyon Palmer     | Renault                   | 56   | +1 varv     | 10   |       |
| 14      | 14 | Fernando Alonso   | McLaren-Honda             | 54   | Motorenhet  | 15   |       |
| Bröt    | 9  | Marcus Ericsson   | Sauber-Ferrari            | 50   | Växellåda   | 19   |       |
| Bröt    | 55 | Carlos Sainz Jr.  | Toro Rosso-Renault        | 12   | Kollision   | 16   |       |
| Bröt    | 18 | Lance Stroll      | Williams-Mercedes         | 12   | Kollision   | 12   |       |
| Bröt    | 33 | Max Verstappen    | Red Bull Racing-TAG Heuer | 11   | Bromsar     | 6    |       |
| Bröt    | 20 | Kevin Magnussen   | Haas-Ferrari              | 8    | Elfel       | 20   |       |
| DNS     | 2  | Stoffel Vandoorne | McLaren-Honda             | 0    | Vattenpump  | —    |       |
| Källor: |    |                   |                           |      |             |      |       |